# Янгуас-де-Ересма
Янгуас-де-Ересма (ісп. Yanguas de Eresma) — муніципалітет в Іспанії, у складі автономної спільноти Кастилія-і-Леон, у провінції Сеговія. Населення — 153 особи (2010).
Муніципалітет розташований на відстані близько 85 км на північний захід від Мадрида, 15 км на північний захід від Сеговії.
На території муніципалітету розташовані такі населені пункти: (дані про населення за 2010 рік)
- Сан-Педро: 18 осіб
- Янгуас-де-Ересма: 135 осіб

## Демографія
Динаміка населення (INE ):